# Draaideureffect
Het draaideureffect verwijst naar een situatie waarin werknemers, veelal vrouwen of migranten, regelmatig in en uit banen bewegen zonder langdurige werkervaring op te bouwen. Dit effect kan verschillende oorzaken hebben, zoals discriminatie, gebrek aan netwerken, of onflexibele werkstructuren. 
Voor vrouwen kan het bijvoorbeeld voortkomen uit de combinatie van werk en gezinsverplichtingen, waardoor ze minder mogelijkheden hebben om door te groeien of zich volledig in hun functie te vestigen. Migranten kunnen te maken krijgen met taalbarrières, een gebrek aan erkenning van hun kwalificaties of een beperkte toegang tot sociale netwerken die hen zouden kunnen ondersteunen.
Het gevolg van het draaideureffect is dat deze groepen vaak niet de kans krijgen om relevante ervaring op te doen, wat hun kansen op professionele ontwikkeling en loopbaanprogressie verder belemmert. Dit kan leiden tot een vicieuze cirkel waarin ze voortdurend op zoek zijn naar nieuwe banen, maar nooit de kans krijgen om zich echt te vestigen en te groeien in hun vakgebied.

## Meer lezen
- Over plakkende vloeren en draaideuren. Stem vrouw.